# Karjiang
Karjiang é uma montanha no Tibete, com 7221 metros de altitude e 880 metros de proeminência topográfica. É a 100.ª mais alta montanha do mundo e fica perto da  fronteira entre o Butão e a Região Autónoma do Tibete, República Popular da China.
É a 5a maior montanha na lista das montanhas que nunca foram escaladas até ao topo.